# 1844 en philosophie
Chronologie de la philosophie
- 1840
- 1841
- 1842
- 1843
- 1844
- 1845
- 1846
- 1847
- 1848

L’année 1844 a été marquée, en philosophie, par les événements suivants :

## Évènements
- Début à Paris de l'amitié et la collaboration de Karl Marx et Friedrich Engels

## Publications
- L'Unique et sa propriété (Der Einzige und sein Eigentum), œuvre principale de Max Stirner.
- Introduction de la Critique de la philosophie du droit de Hegel, œuvre de jeunesse de Karl Marx.
- Fragments philosophiques, de Søren Kierkegaard.

## Naissances
- 15 octobre : Friedrich Nietzsche, philosophe allemand, mort en 1900).